# X: Final solution!
X: Final solution! is een studioalbum van Runes Order. De titel van het vorige album liet al een pessimistisch beeld horen, over X: Final solution! hangt een grafstemming. Het is zeer zwaar klinkende muziek met zangstemmen die het midden houden tussen een normale stem en grunts. Ook er is er veel distortion toegepast. Het album is opgenomen in de Tolerance Zero en Dittinide Studios, beide in Italië. 

## Musici
- Claudio D en 3Vor – stemmen en elektronica

Met
- Cocco – stem op Ambient nr. 1, Morpheus en Ambient nr. 3
- Daniele Bovo – gitaar op A cover up in Cogne
- Serena Massome – stem op This is serenity en Ambient nr. 2
- Aleph Zero – stem op This is serenity
- Marco Grosso – stem op Final solution! II

## Muziek
| Nr. | Titel                                       | Duur |
| --- | ------------------------------------------- | ---- |
| 1.  | ...Could be the last year                   | 5:15 |
| 2.  | Radiations of peace                         | 5:10 |
| 3.  | Ambient nr. 1 (Snuff room 66)               | 7:00 |
| 4.  | Final solution!                             | 5:31 |
| 5.  | Fragments of delirium                       | 1:21 |
| 6.  | A cover up in Cogne                         | 5:00 |
| 7.  | This is serenity                            | 3:59 |
| 8.  | Ambient nr. 2 (Hiroshima)                   | 5:08 |
| 9.  | Final solution! II                          | 6:02 |
| 10. | Victims of chronic disease                  | 4:42 |
| 11. | Delerium                                    | 2:19 |
| 12. | Black star                                  | 3:24 |
| 13. | Morpheus v.3 (opname van nummer van Violet) | 4:05 |
| 14. | Ambient nr. 3 (Hell)                        | 4;12 |
| 15. | Last breath                                 | 3:07 |